# Eriobotrya

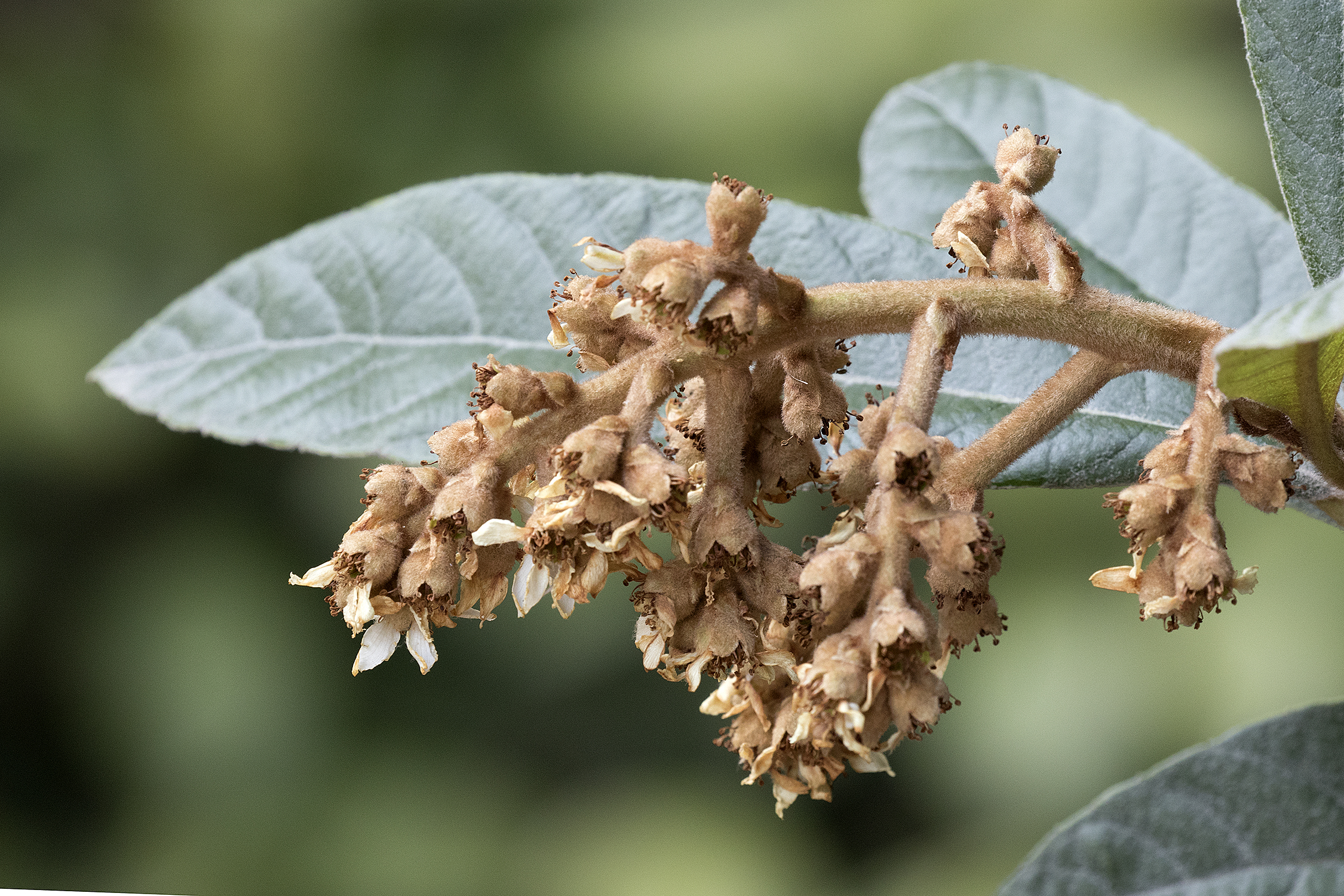
Eriobotrya japonica: inflorescencia en racimo tomentoso, característica que da su nombre al género

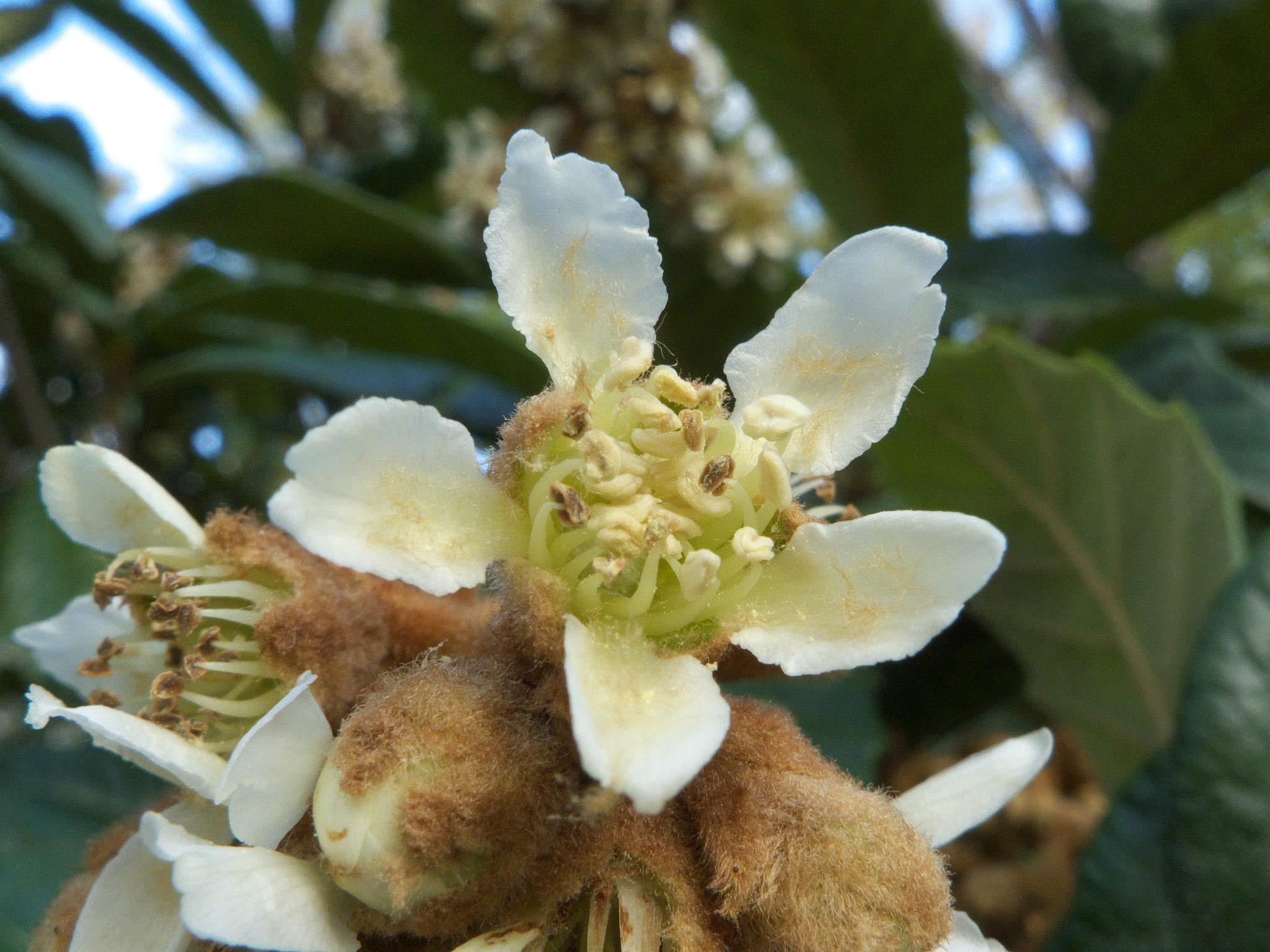
Detalle de una flor de Eriobotrya japonica con los sépalos densamente tomentosos

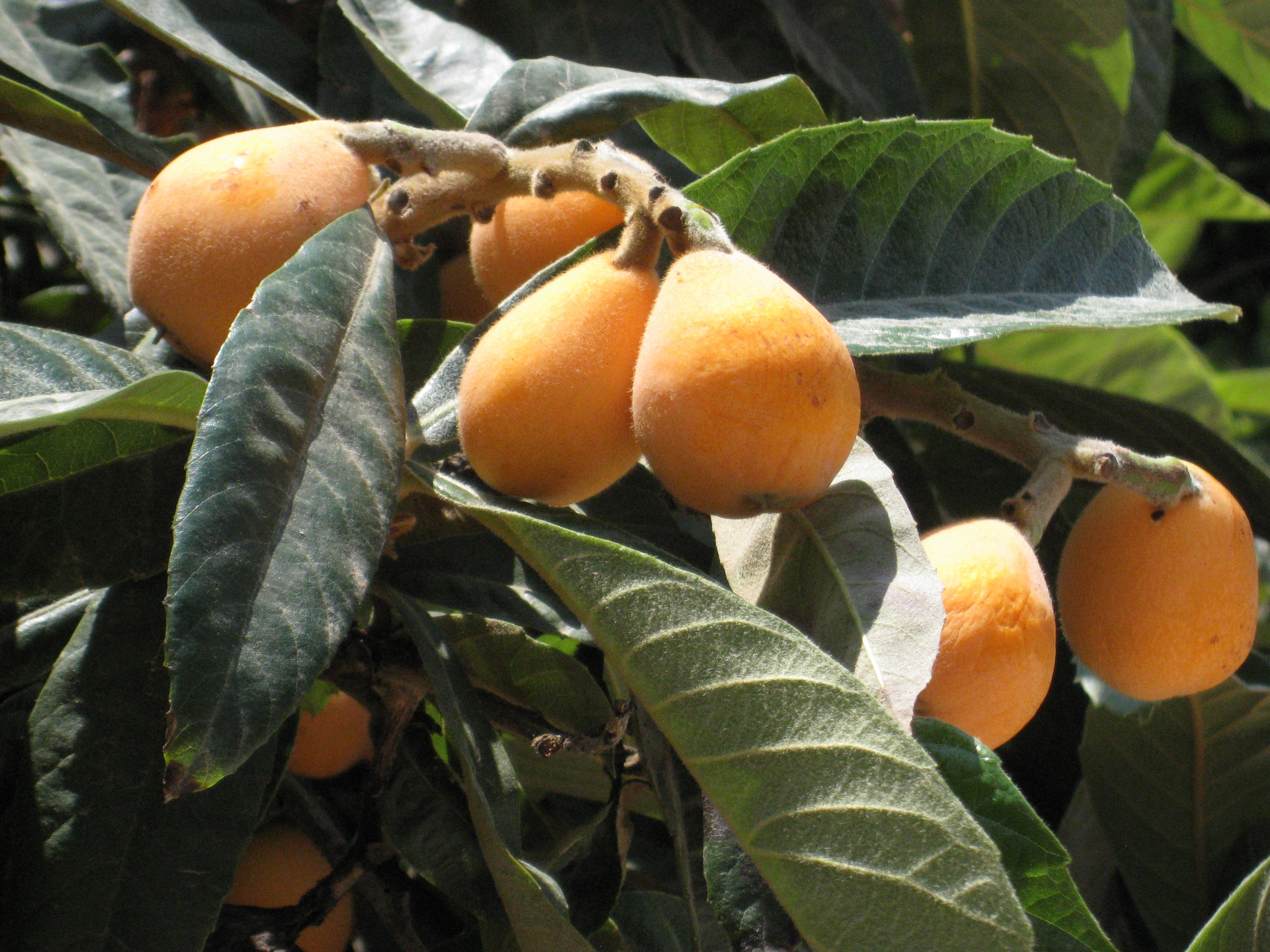
Frutos in situ de Eriobotrya japonica; también las hojas dentadas

Eriobotrya es un género de arbustos grandes y pequeños árboles, siempreverdes, en la familia Rosaceae, nativo del este y sudeste de Asia. Tiene una docena de especies aceptadas de las más de 50 descritas. La más conocida es el níspero asiático, E. japonica, aprovechado por sus frutos comestibles.

## Descripción
Se trata de árboles o arbustos siempreverdes con ramas más o menos tomentosas, hojas simples, dentadas o enteras, estipuladas y usualmente pecioladas. Tienen inflorescencias, terminales, en cimas paniculiforme, piramidales , con pedúnculos  tomentosos. Sus flores son pequeñas, aromáticas y con el hipanto campanulado,  tomentoso y acrescente. Hay 5 sépalos, también tomentosos, persistentes e igual número de pétalos  blanquecinos. El androceo está constituido por unos 15-25 estambres de anteras amarillentas. El gineceo tiene el ovario, ínfero, con 2-5 carpelos soldados entre sí y soldados al hipanto, excepto en el ápice. Hay 2-5 estilos libres o soldados solo en la base. El fruto es un pomo más o menos elipsoidal coronado en el ápice por los restos persistentes del cáliz. Tiene color amarillento, anaranjado, rojizo o negruzco y con carne suculenta. Contiene 1-3 semillas grandes, angulosas, elípticas, de teta lisa, de un color pardo obscuro.

## Distribución
Nativo del este de Asia templada; 3 especies endémicas de China. Hay especies de fruto comestible cultivadas en muchas zonas templada del globo, en particular Eriobotrya japonica.

## Taxonomía
El género fue creado por John Lindley y publicado en Transactions of the Linnean Society of London, vol. 13, p. 102, 1821; la especie tipo es Eriobotrya japonica.
Etimología
- Eriobotrya: derivado de los vocablos griegos εριο, lana y βοτρυών, racimo, «racimo lanudo», por su inflorescencia tomentosa.[4]

## Especies aceptadas
- Eriobotrya cavaleriei (H.L‚v.) Rehder
- Eriobotrya deflexa (H.L‚v.) Rehder
- Eriobotrya fragrans Champ. ex Benth.
- Eriobotrya henryi Nakai
- Eriobotrya japonica (Thunb.) Lindl.
- Eriobotrya malipoensis K.C.Kuan
- Eriobotrya obovata W.W.Sm.
- Eriobotrya prinoides Rehder & E.H.Wilson
- Eriobotrya salwinensis Hand.-Mazz.
- Eriobotrya seguinii  (H.L‚v.) Cardot ex Guillaumin
- Eriobotrya serrata J.E.Vidal
- Eriobotrya tengyuehensis  W.W.Sm.[1]

## Ecología
Las especies de Eriobotrya son alimento de las larvas de algunas especies de Lepidoptera incluyendo a Hypercompe hambletoni.